# Bitwa pod Ładyżynem
Bitwa pod Ładyżynem miała miejsce 18 lipca 1672 podczas wojny polsko-tureckiej 1672-1676.
Gdy 30-tys. armia złożona z Tatarów i wiernych hetmanowi kozackiemu z ramienia Turcji Doroszence Kozaków obległa cofający się od Berszady pułk hetmana kozackiego Michała Chanenki, ten postanowił uratować swych żołnierzy z opresji.
Mając przy sobie jedynie 4 tys. żołnierzy, poprosił o pomoc kasztelana podlaskiego Stanisława Łużeckiego mającego ok. 2,5 tys. jazdy i dragonii. Po połączeniu się 18 lipca ruszono w szyku taborowym na Czetwertynówkę. Wojsko ustawione było w tradycyjnym szyku, czyli piechota (tu Kozacy Chanienki) sformowała tabor i szła w centrum, na skrzydłach natomiast była jazda polska. Dragoni w małych taborkach szli z tyłu. Po przybyciu na miejsce udało się odrzucić armię Doroszenki za Boh. Zachęcona powodzeniem jazda polska ruszyła za przeciwnikiem, który za rzeką przeszedł do kontrataku i zadał jeździe polskiej duże straty. Gdy tabor kozacki wycofał się spod Ładyżyna, Doroszenko przeprawił swe siły za rzekę i rozbił kilka taborków z dragonią. Reszta dragonii i jazdy wycofała się do Ładyżyna.
Zwycięstwo odniosły wojska polsko-kozackie Chanienki i Łużeckiego, którym udało się wyswobodzić okrążony pułk. Było to jednak pyrrusowe zwycięstwo, gdyż wojska polskie wskutek nieostrożności poniosły niepotrzebnie duże straty, szczególnie wśród oficerów.

## Literatura
- Mała Encyklopedia Wojskowa, 1967, Wydanie I